# Desire Again
「Desire Again」（デザイア・アゲイン）は、日本の声優・歌手である鬼頭明里の2枚目のシングル。2020年2月26日にポニーキャニオンから発売された。

## 音楽性

### Desire Again
表題曲であるこの楽曲は、前作の「Swinging Heart」とは違ったクールな一面を見せた楽曲となっており、1stシングルのリリースイベントにて「もっとかっこいいに寄った曲を歌ってみたい」という要望に応えた形で制作され、鬼頭は「疾走感もあるし、ギターアレンジも加わって、とてもロックに仕上げていただきました。かっこいいのが好きな方に刺さる曲になってるかなって思います」とコメントしている。また、当初はこの楽曲が『地縛少年花子くん』のエンディングテーマに起用される予定だったが、鬼頭が「ちょっと違うので練り直したいです」とプロデューサーお願いして出来上がった曲が、カップリング曲である「Tiny Light」である。

### Tiny Light
カップリング曲であるこの楽曲は、テレビアニメ『地縛少年花子くん』のエンディングテーマに起用された。鬼頭は、元々『地縛少年花子くん』のファンであり「作品に寄りそった曲を作ってほしい」と依頼したという。この楽曲について鬼頭は「作品の雰囲気を壊さないように、きれいな感じで歌うことを意識していました」とコメントした上で、「レコーディングの時に、『もっとウィスパーで』とすごく言われて、それを意識して歌うようにしてから、余計にきれいに曲が乗ったかなって思ってます。普段、ウィスパーで歌うことってなかなかないので、そこは新たな挑戦だったなって思ってます」と述べている。

### Closer
もう一つのカップリング曲であるこの楽曲は、歌詞に英語が多く、レコーディング時の鬼頭は「普段はあまりレコーディングで苦戦しないんですけど、この曲は英語が難所で。間違っていると嫌なので、めちゃくちゃ仮歌を聴いて、発音をめちゃくちゃ勉強してから臨みました」とコメントした上で、「こんなに英語が入ってる曲っていうのはレコーディングしたことがなかったので、そこだけが不安でした。その不安感を出さずに余裕ある感じで歌わなきゃいけない曲だったので、表現するのにすごく苦労しました」と述べている。

## プロモーション
シングル発売後である2020年2月23日から3月28日にリリースイベントを全国4か所にて開催予定だったが、新型コロナウィルスの影響で、2月29日以降のイベント中止が公式サイトで発表された。日程は以下の通り。
| 日程          | 都道府県 | 会場                       | 内容                       | 備考      |
| ------------- | -------- | -------------------------- | -------------------------- | --------- |
| 2020年2月23日 | 東京都   | 科学技術館サイエンスホール | ミニライブ・トークステージ | 全3回開催 |
| 2020年2月29日 | 東京都   | AP浜松町                   | お渡し会                   | 全2回     |
| 2020年3月14日 | 愛知県   | 第1アメ横ビル              | お渡し会                   | 全3回     |
| 2020年3月14日 | 愛知県   | 第三太閤ビル               | お渡し会                   |           |
| 2020年3月28日 | 大阪府   | ゲーマーズなんば店         | ミニトーク・ミニライブ     |           |
| 2020年3月28日 | 大阪府   | animateO.N.SQUARE HALL 3F  | ミニトーク・ミニライブ     |           |

## シングル収録曲
| #         | タイトル                       | 作詞           | 作曲      | 編曲           | 時間  |
| --------- | ------------------------------ | -------------- | --------- | -------------- | ----- |
| 1.        | 「Desire Again」               | 新田目駿(HANO) | momo      | 神田ジョン     | 4:00  |
| 2.        | 「Tiny Light」                 | Saku           | Saku      | Saku           | 4:50  |
| 3.        | 「Closer」                     | shilo          | shilo     | Potato Parties | 3:18  |
| 4.        | 「Desire Again」(Instrumental) |                |           |                | 4:00  |
| 5.        | 「Tiny Light」(Instrumental)   |                |           |                | 4:50  |
| 6.        | 「Closer」(Instrumental)       |                |           |                | 3:15  |
| 合計時間: | 合計時間:                      | 合計時間:      | 合計時間: | 合計時間:      | 24:13 |

| #  | タイトル                      | 作詞 | 作曲・編曲 |
| -- | ----------------------------- | ---- | ---------- |
| 1. | 「Desire Again」(Music Video) |      |            |
| 2. | 「Making Video」              |      |            |

## 参加ミュージシャン
| Desire Again - Guitar：神田ジョン - Bass：白神真志朗 - Drums：北村望 - All other instruments & Programming：神田ジョン | Tiny Light - Guitars & Programming：Saku - Bass：okamu - Piano：諸見里修 - Strings：谷崎舞 Strings - 1st Violin：谷崎舞 - 2nd Violin：浮村恵梨子 - Viola：大辻ひろの - Cello：宮尾悠 | Closer - Drums：北村望 - All other instruments & Programming：Potato Parties |

## タイアップ
| # | 曲名             | タイアップ                                                   | 出典   |
| - | ---------------- | ------------------------------------------------------------ | ------ |
| 1 | 「Desire Again」 | BSフジ『アニソンラバーズ-Anisong Lovers-』エンディングテーマ | [ 12 ] |
| 2 | 「Tiny Light」   | テレビアニメ『地縛少年花子くん』エンディングテーマ           | [ 6 ]  |

## リリース日一覧
| リリース日    | レーベル         | 規格                   | 規格品番   | 形態       |
| ------------- | ---------------- | ---------------------- | ---------- | ---------- |
| 2020年2月26日 | ポニーキャニオン | CD+Blu-ray             | PCCG-01869 | 初回限定盤 |
| 2020年2月26日 | ポニーキャニオン | CD                     | PCCG-01870 | アニメ盤   |
| 2020年2月26日 | ポニーキャニオン | CD                     | PCCG-01871 | 通常盤     |
| 2020年2月26日 | ポニーキャニオン | ハイレゾ               |            |            |
| 2020年2月26日 | ポニーキャニオン | デジタル・ダウンロード |            |            |

## チャート
| チャート                          | 最高 順位 | 出典  |
| --------------------------------- | --------- | ----- |
| オリコン 週間CDシングルランキング | 14        | [ 2 ] |

## 収録作品

### アルバム
| 楽曲         | アルバム  | 発売日        | 備考                  |
| ------------ | --------- | ------------- | --------------------- |
| Desire Again | 『STYLE』 | 2020年6月10日 | 1stオリジナルアルバム |
| Tiny Light   | 『STYLE』 | 2020年6月10日 | 1stオリジナルアルバム |
| Closer       | 『STYLE』 | 2020年6月10日 | 1stオリジナルアルバム |